# Rubi (horologia)

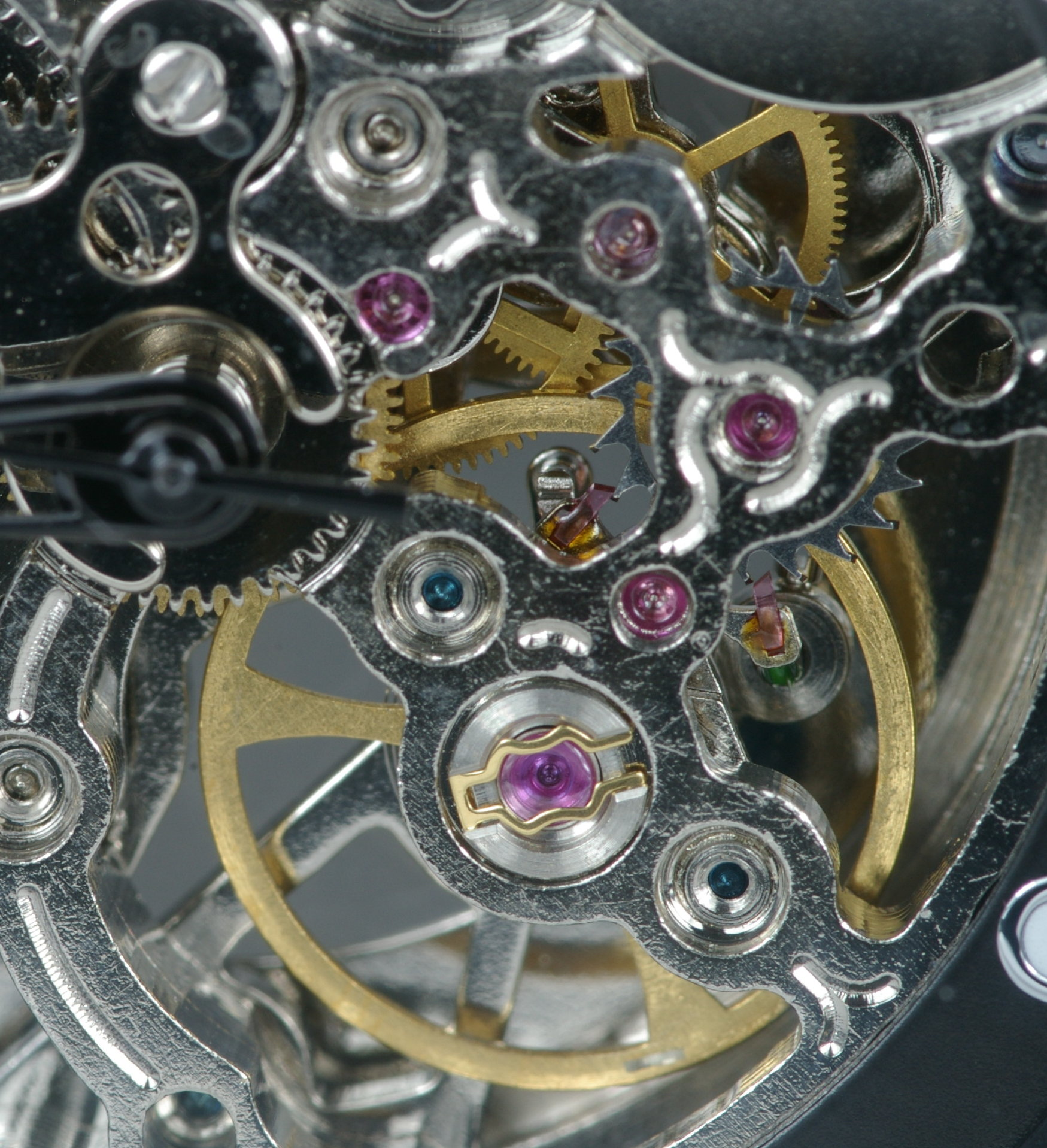
Rubis utilizados para um balanço.

Um "rubi", como é vulgarmente chamado entre horologistas, é um rolamento onde um fuso de metal empurra um eixo revestido com gema. O buraco é geralmente em forma de toro e ligeiramente maior que o diâmetro do eixo. A gema é normalmente safira sintética. Rolamentos deste tipo são utilizados em instrumentos de precisão, mas seu uso mais frequente é em relógios mecânicos.